# Huantsán
Der Nevado Huantsán, auch nur Huantsán genannt, ist mit einer Höhe von 6395 m nach dem Nevado Huascarán (6768 m) der zweithöchste Gipfel der Cordillera Blanca in Peru. Er ist gleich hoch wie der Nevado Huandoy. Der stark vergletscherte Berg liegt 24 km östlich der Stadt Huaraz in der Region Ancash.
Der Huantsán besteht aus vier Gipfeln, dem eigentlichen Huantsán (6395 m), dem Huantsán Oeste (6270 m), dem Huantsán Norte (6113 m) und dem Huantsán Sur (5913 m).
Der Huantsán gilt bergtechnisch als anspruchsvoller Gipfel. Er wurde erst am 7. Juli 1952 durch den Franzosen Lionel Terray und die beiden Niederländer Cees Egeler und Tom De Booy bezwungen. 
Wie auch die meisten anderen Schneeberge der Cordillera Blanca ist er Teil des Huascarán-Nationalparks, auf Spanisch „Parque Nacional Huascarán“.

## Touristisches

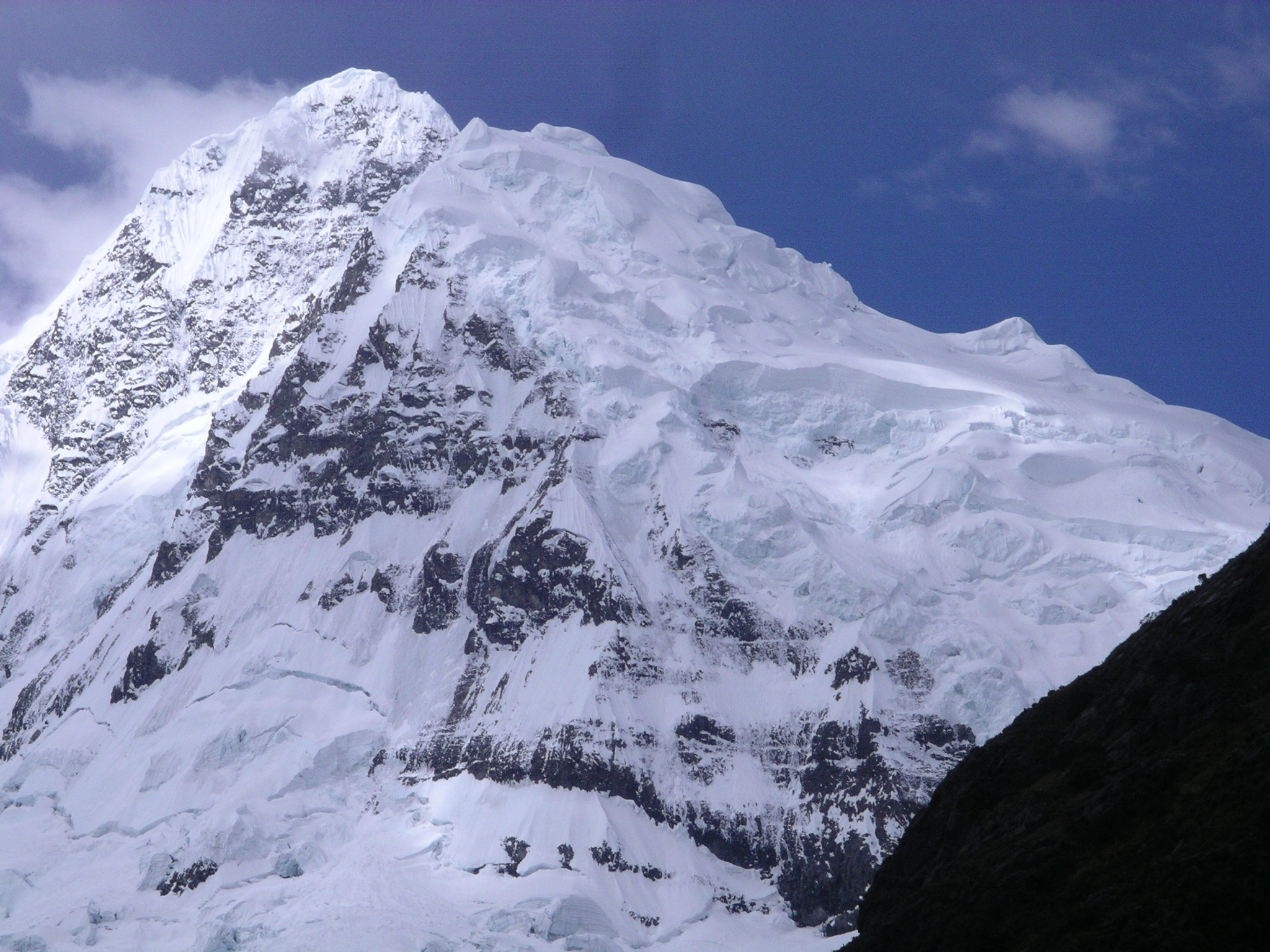
Südwestliche Flanke des Nevado Huantsán

Der Fuß des Huantsán kann von Huaraz aus in einem Tagesausflug per Mountain-Bike erreicht werden. Rund 6 km südlich der Stadt zweigt von der Hauptstraße eine ungeteerte Nebenstraße in östlicher Richtung zum Dorf Macashca (9° 34′ S, 77° 30′ W) ab. Von Huaraz aus zirkulieren auch Minibusse ins Dorf. Von Macashca aus führt eine Schotterstraße entlang des Rajucolta-Tales (Quebrada Rajucolta) bis zum See am Fuße des Berges, der Laguna Rajucolta. 
Bei einer Höhe von ca. 4000 m erreicht man die Grenze des Nationalparks. Man benötigt ein Besucherticket, das in Huaraz besorgt werden kann und für mehrere Eintritte gültig ist.